# Tulai terület
A Tulai terület (oroszul Тульская область [Tuljszkaja oblaszty]) az Oroszországi Föderációt alkotó jogalanyok egyike (szubjekt), önálló közigazgatási egység, a Központi Körzethez tartozik. Az európai országrész középső vidékén, Moszkvától délre terül el. Székhelye Tula.
Lakossága 1 621 900 fő (2005), népsűrűsége 63 fő/km².

## Természetföldrajz
Északon a Moszkvai, keleten a Rjazanyi, délkeleten a Lipecki, délnyugaton az Orjoli, nyugaton a Kalugai terület határolja. Legnagyobb kiterjedése észak-déli irányban 200 km, nyugat-keleti irányban 190 km. Területe 25 700 km².

### Domborzat, vízrajz
A terület a Kelet-európai-síkság közepén, a Közép-orosz-hátság északkeleti részén helyezkedik el. Folyóvölgyekkel, vízmosásokkal, árkokkal szabdalt alacsony, dombos vidék. Átlagos magassága 230–270 m között változik, a folyóvölgyekben ez az érték csak 70–80 m. A tengerszint feletti legmagasabb pont 293 m. Azokon a vidékeken, ahol a mészkő felszínre tör, karsztos képződmények, üregek, járatrendszerek, kisebb barlangok (Venyov város környékén) találhatók.
A régió területének kb. 75%-a az Oka, 25%-a a Don vízgyűjtőjéhez tartozik. Az Oka itteni, felső szakaszán összesen 230 km-t tesz meg, ebből kb. 100 km-t a terület északnyugati határán. Völgye széles, teraszokat alkot. Legnagyobb itteni mellékfolyója a 345 km hosszú Upa, Tula város folyója. Délen ered és a központi vidékek felszíni vizeit összegyűjtve, a terület nyugati határánál ömlik az Okába. Az Oka néhány további mellékfolyója: a Zusa, az Isztra, az Oszetr és a Cserepety. Délkeleten, Novomoszkovszk egyik városi parkjában ered a Don. Vízrendszeréhez tartozó itteni mellékfolyói a Kraszivaja Mecsa és a Nyeprjadva.
Nagyobb természetes állóvizei nincsenek. Legnagyobb karsztos állóvize, az Ivan-tó már a Novomoszkovszk melletti Sati-víztározó részét képezi. A város és vegyi üzemei igényeinek ellátására két további víztározó is épült, továbbá Szuvorov és Scsokino mellett is kisebb vízerőművek, víztározók létesültek.

### Ásványkincsek
A kiterjedt moszkvai szénmedence barnaszénvagyonának mintegy 40%-a a Tulai területen található, az itteni tartalékokat 3 milliárd tonnára becsülik. A Bogorogyicki, a Plavszki és a Kirejevszki járásokban előforduló barnavasérc (limonit) vastartalma általában 47%, de legfeljebb 60%. Telepei alig 15–20 m mélységben fekszenek, tehát akár külszíni fejtéssel is kitermelhetők, de rétegvastagságuk csupán 1-1,5 m. Az 1970-es években a bányászatot megszüntették. Alsó karbon üledékekben több helyen is jelentős mennyiségű bauxit található, minősége azonban általában nem kielégítő. Építőipari alapanyagok: homok, agyag, mészkő, gipsz bőven állnak rendelkezésre. Az ásványvízforrások közül legismertebbek Krainka, a népszerű fürdőhely forrásai.

### Éghajlat
Éghajlata mérsékelten kontinentális. Mérsékelten meleg a nyár, mérsékelten hideg a tél. A januári középhőmérséklet –10-11 °C, a júliusi 19-20 °C. Az évi középhőmérséklet 3,8-4,5 °C.
Az eddig mért legalacsonyabb hőmérséklet –43 °C, a legmagasabb 36,2 °C. A csapadék évi mennyisége északnyugaton 575 mm, délkeleten 470 mm, kb. 70%-a a fagymentes hónapokban, maximuma júliusban hull. A melegebb és csapadékosabb légtömegek általában nyugatról és délről érkeznek. A fagymentes időszak a központi vidéken 142 napig tart.

### Növény- és állatvilág
Az északi erdős sztyepp övezetnek ezen a vidékén az eredeti növénytakaró csak kevés helyen maradt meg. Északnyugaton többnyire podzol-, északkeleten szürke erdőtalajok találhatók; a középső és a déli vidékeken a csernozjomok különféle változatai a legelterjedtebbek.
Az összterület 14%-át borítják erdők. Északnyugaton vegyes lombú, elsősorban erdeifenyő- és tölgyerdők, az Oka mentén fenyvesek húzódnak. Délebbre a lombos erdők itteni jellemző fafajtái a tölgy, a nyír és nyárfa. Az erdős sztyepp övezet határán keskeny, de hosszú erdősáv húzódik, ahol a tölgy mellett kőris, juhar, szil, hárs is gyakran fordul elő. A 16-17. században az orosz állam védelmi vonalának része volt az erdői is (tulszkije zaszeki), mely itt egy ideig fokozott védelemben részesült. Jelenleg a Tulai területen nincs természetvédelmi terület, csak egyetlen tájvédelmi körzet, a Scsokinói járásban. A délkeleti vidék legnagyobb része szántóföld, alig 5%-a erdővel fedett terület. Csupán a meredekebb árokpartokon maradt fenn valamelyest az eredeti sztyeppi füves növényzet.
Az állatvilágot vaddisznó, vörös róka, jávorszarvas, nyest, mezei nyúl, több rágcsáló-féle képviseli. A folyóvizek elterjedt halfajai a dévérkeszeg, a veresszárnyú koncér, a csuka, sügér stb.

## Történelem
A vidéket a 8. században már a szláv vjaticsok lakták, akik a 10. század végén a kijevi orosz állam adófizetői voltak. Tula első írásos említése 1146-ból való. A feudális széttagoltság idején a térség előbb a Csernyigovi, később a Rjazanyi fejedelemség, végül 1503-ban a moszkvai orosz állam része lett. A mai Tulai terület délkeleti részén, a Nyeprjadva folyó doni torkolatánál zajlott le 1380-ban a híres kulikovói csata, melyben az orosz seregek először arattak jelentős győzelmet az Arany Horda csapatai felett.
A 16. században az itteni földeken épült ki az orosz állam védelmi vonala, Tula is része volt a város-erődök itt húzódó sorának. A 17. század elején a vidék a Bolotnyikov-féle felkelés központja lett, a felkelők a várost is bevették, a központi kormány csak négy hónapos ostrom után tudta visszafoglalni. 1696-ban egy kovácsmester a Tulica folyó partján vaskohót és vashámort épített, ez a vállalkozás vetette meg az alapját a tulai vasiparnak. I. (Nagy) Péter cár parancsára 1712-ben állami fegyverkészítő üzem épült a városban, mely ettől kezdve a lőfegyvergyártás, majd a kiépülő hadiipar egyik központja lett.

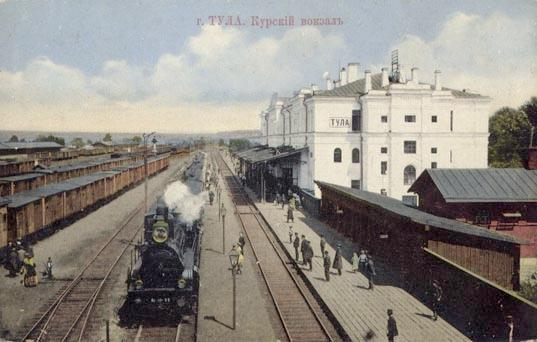
Tula Kurszki pályaudvara 1913-ban (régi képeslap)

Már 1722-ben felfedezték, hogy az itteni földek gazdag szénkészleteket rejtenek, de rendszeres kitermelésük csak 1855-ben kezdődött meg. A kibontakozó ipar fejlődését segítette az első vasútvonalak kiépítése 1864-től. Ezekben az időkben kezdődött a tulai ipar sok ismert termékének, többek között a közkedvelt szamovárnak a gyártása is.
1777-ben létrehozták a Tulai kormányzóságot, mely 1929-ben szűnt meg. Ekkor a térség átmenetileg az újonnan létrehozott Moszkvai terület része lett, majd 1937. szeptember 26-án ebből kiválva alakult meg a Tulai területet. A második világháború kezdetén a német csapatok a terület nagy részét megszállták, 1941 októbere és decembere között magát Tulát is majdnem teljesen bekerítették és ostrom alá vették, de végül soha nem tudták elfoglalni a várost.

## Népesség
A terület lakossága 1 621 900 fő (2005), ebből a városban lakók aránya összesen 81,9%. A népsűrűség 63,1 fő/km².
Nemzetiségi összetétel a 2002-es népszámlálási adatok szerint (ezer fő): oroszok (1595,6); ukránok (22,3); tatárok (9,0); örmények (6,5); beloruszok (6,0); németek (4,7); azeriek (4,5); cigányok (3,8); grúzok (1,9); moldávok (1,7); zsidók (1,3); mordvinok (1,2); csuvasok (1,1). (A többi nemzetiség 1000 fő alatt.)

### A legnépesebb települések
A lélekszám 2005. január 1-jén (ezer fő):
- Tula – 465,9
- Novomoszkovszk – 129,8
- Alekszin – 67,0
- Scsokino – 60,7
- Uzlovaja – 58,1
- Jefremov – 45,6
- Donszkoj – 31,7
- Kimovszk – 31,1
- Bogorogyick – 30,1
- Kirejevszk – 25,5
- Szuvorov – 20,5
- Jasznogorszk – 18,0
- Plavszk –	16,5
- Venyov –	15,9
- Beljov – 15,3
- Pervomajszkij – 10,9
- Szokolnyiki – 10,8
- Bolohovo – 10,3

## Közigazgatás

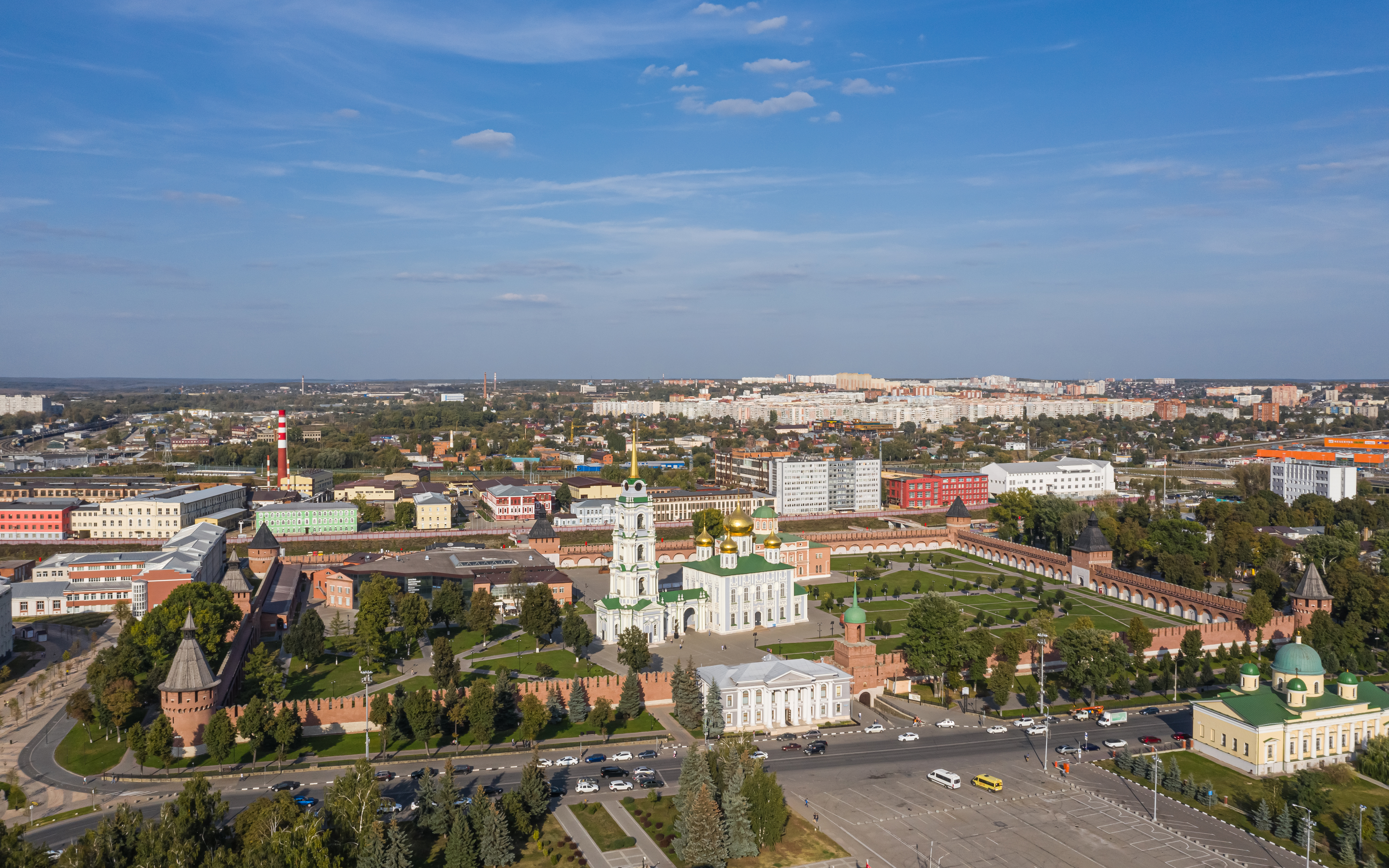
A tulai Kreml

A Tulai terület élén a kormányzó áll.
- Vjacseszlav Dmitrijevics Dudka: 2005. április 29. – 2011. július 29.

Megválasztása előtt egy jelentős tulai hadiüzem igazgatóhelyetteseként és főmérnökeként dolgozott. Elődjét, Vaszilij Sztarodubcevet (kommunista párt) korábban két alkalommal választották kormányzóvá az általános titkos választásokon.
- Vlagyimir Szergejevics Gruzgyev: 2011. (július 29.) augusztus 18. – 2016. február 2., ekkor nyugdíjazását kérte.
- Alekszej Gennagyjevics Gyumin: 2016. február 2. – szeptember 18. Putyin elnök megbízottjaként a kormányzói feladatokat ideiglenesen látta el.

2016. szeptember 19-étől – kormányzó. (Megválasztva: 2016-09-18)
A 2021. szeptember 20-i választáson újraválasztották.
2006 óta a Tulai területen 179 helyi önkormányzat működik. Közülük 3 városi körzet (gorodszkoj okrug) és 23 járás (rajon), továbbá 41 városi község (gorodszkoje poszelenyije) és 112 falusi község (szelszkoje poszelenyije).
(Novomoszkovszk városban és az azonos nevű járásban 2005-ben népszavazást tartottak arról, hogy Novomoszkovszk kapjon-e városi körzet státuszt, de a többség a javaslatot elvetette.) A városi körzetek és a járások a következők:

### Városi körzetek
- Tula város
- Donszkoj város
- Novogurovszkij munkástelepülés (rabocsij poszjolok)

### Járások

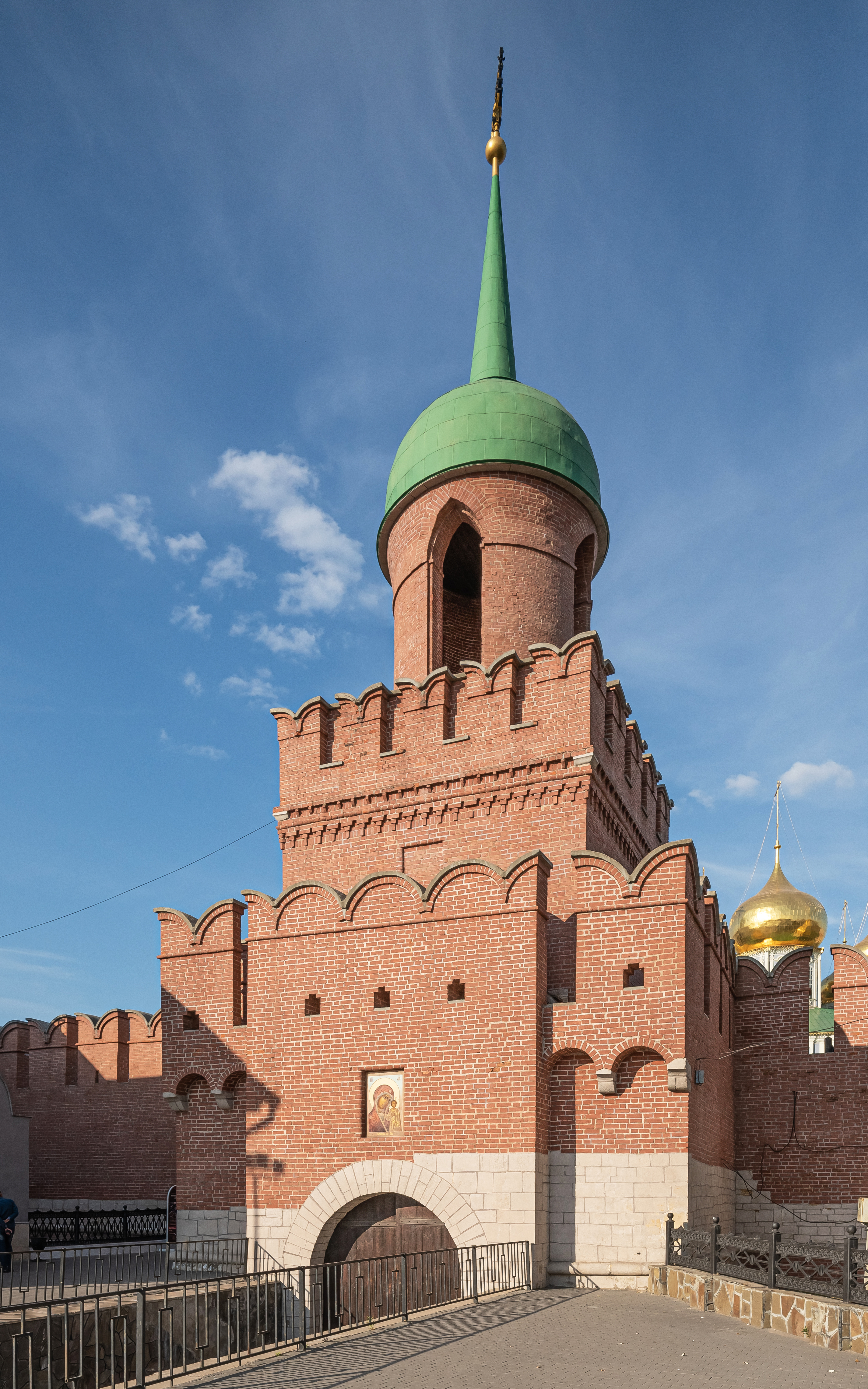
A Kreml bejárata Tulában

A közigazgatási járások neve, székhelye és 2010. évi népessége az alábbi:
| Magyar név               | Orosz név              | Székhely       | Lélekszám |
| ------------------------ | ---------------------- | -------------- | --------- |
| Alekszini járás          | Алексинский район      | Alekszin       | 74 326    |
| Arszenyjevói járás       | Арсеньевский район     | Arszenyjevo    | 12 209    |
| Belevi járás             | Белевский район        | Belev          | 20 952    |
| Bogorogyicki járás       | Богородицкий район     | Bogorogyick    | 51 643    |
| Csernyi járás            | Чернский район         | Cserny         | 20 476    |
| Dubnai járás             | Дубенский район        | Dubna          | 14 618    |
| Jasznogorszki járás      | Ясногорский район      | Jasznogorszk   | 31 152    |
| Jefremovi járás          | Ефремовский район      | Jefremov       | 64 227    |
| Kamenkai járás           | Каменский район        | Arhangelszkoje | 9 548     |
| Kimovszki járás          | Кимовский район        | Kimovszk       | 42 853    |
| Kirejevszki járás        | Киреевский район       | Kirejevszk     | 75 142    |
| Kurkinói járás           | Куркинский район       | Kurkino        | 10 830    |
| Lenyinszkiji járás       | Ленинский район        | Lenyinszkij    | 63 355    |
| Novomoszkovszki járás    | Новомосковский район   | Novomoszkovszk | 143 848   |
| Odojevi járás            | Одоевский район        | Odojev         | 13 184    |
| Plavszki járás           | Плавский район         | Plavszk        | 27 778    |
| Scsekinói járás          | Щекинский район        | Scsekino       | 106 595   |
| Szuvorovi járás          | Суворовский район      | Szuvorov       | 37 637    |
| Tyoploje-ogarjovói járás | Тёпло-Огарёвский район | Tyoploje       | 12 705    |
| Uzlovajai járás          | Узловский район        | Uzlovaja       | 85 173    |
| Venyovi járás            | Венёвский район        | Venyov         | 33 940    |
| Volovói járás            | Воловский район        | Volovo         | 13 596    |
| Zaokszkiji járás         | Заокский район         | Zaokszkij      | 22 368    |

## Gazdaság
Gazdasági szempontból a Tulai terület az Oroszországi Föderáció Központi Gazdasági Körzetéhez tartozik.

### Mezőgazdaság
Az összterület kb. 75%-án folyik mezőgazdasági termelés. Fő ágazat az állattenyésztés, délen, a termékeny csernozjom talajokon elsősorban a növénytermesztés. A hagyományos kultúrák mellett az utóbbi időben növekedtek a jövedelmezőbb ipari növények: a repce és a sörgyártás alapanyagául szolgáló árpa vetésterületei. A szarvasmarha-állomány egy évtizede – és 2006-ban is – tartó, az egész Központi szövetségi körzetre jellemző csökkenését újabban dotációkkal, kedvezményes hitelek nyújtásával igyekeznek megállítani. Növekszik a baromfihús termelése, 2006 végén például nagy „baromfigyár” (ptyicefabrika) kezdte meg működését Uzlovajaban. A mezőgazdasági termékek jelentékeny részét kisvállalkozások adják: a burgonya és a zöldségfélék több mint 90%-át, a hús- és tejtermékek bő 40%-át háztáji és paraszti (farmer-) gazdaságok állítják elő.

### Ipar
A Tulai terület az ország egyik legrégibb ipari, nehézipari körzete. Meghatározó iparága, a hadiipar termelése a Szovjetunió felbomlása után erősen visszaesett. A szénbányászat és a hozzá kapcsolódó ágazatok (pl. bányagépgyártás, szénnel működő erőművek) válsága azonban jóval korábban kezdődött. A bányák kimerülése, a barnaszén alacsony fűtőértéke, a szénhidrogének térhódítása az utóbbi évtizedekben a bányák fokozatos bezárásához vezetett. 1958-ban több mint 100 szénbánya működött, ma már csak néhány üzemel, Uzlovaja járás utolsó bányáját 2000-ben zárták be. Egy-két éve próbálkozások történnek a széntermelés újbóli növelésére, mivel a barnaszén a vegyiparban értékes alapanyag.
Az ipar ma is a gazdaság motorja, legnagyobb vállalatai két városban koncentrálódnak:
- Tula a kohászat és a gépipar központja. Legnagyobb vaskohászati kombinátja a „Koszaja Gora”; a „Polema” a színesfémáruk gyára; tankelhárító rakétákat és vadászpuskákat egyaránt készít a nagyhírű, 1712-ben alapított fegyvergyár. A gépipar további néhány nagyvállalata például a kombájngyár, a „Stamp”, a „Tulamas” stb.
- Novomoszkovszk elsősorban vegyipari központ. Legnagyobb vállalata az „Azot” (Nitrogén), a Központi körzet vezető műtrágyagyára, ahol műgyantát, műanyagokat, ammóniát stb. állítanak elő. Egy vezető multinacionális cég itt építette fel oroszországi mosószergyárát és elosztó- (disztribúciós) központját; valamint egy ugyancsak ismert nyugat-európai építőanyag-ipari vállalat létesített gipszkartonlapokat előállító gyárat. A közelmúltban kezdte meg a termelést egy új polietiléncső-gyár.

E két város vállalatai állítják elő az ipari termékek 2/3 részét. Néhány további iparváros, ahol egyebek mellett a vegyipar szintén jelen van:
- Jefremov: műgumigyár; Kargill – különleges keményítők, édességipari szirupok gyára; most kezdődött el a növényi étolajak kibocsátása, illetve palackozása.
- Uzlovaja: a korábbi szénbányászati központ gépipari nagyvállalatánál („Kran”) emelődarukat, bányagépeket készítenek, a városban több könnyűipari üzem is működik.
- Scsokino: vegyipari kombinátja többek között szénsavat, műszálat, háztartási vegyiárut állít elő.
- Alekszin: vegyikombinát, üveggyár, papírgyár
- Szuvorov város: Cserepetyi-vízerőmű, műszáltermelés

### Közlekedés

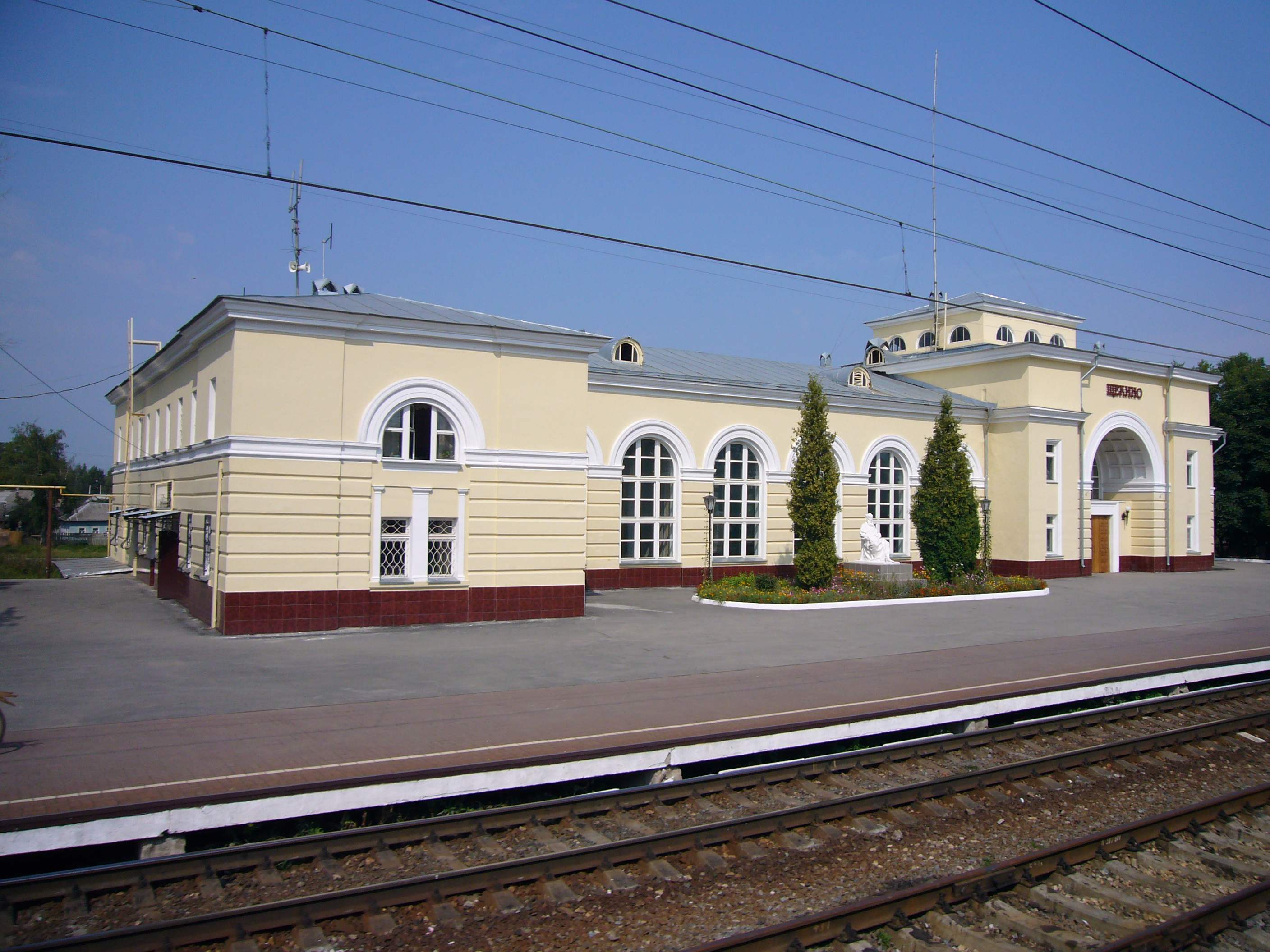
Scsokino vasútállomása

Itt vezet keresztül az országos jelentőségű közúti (M-4-es, "Don") és vasúti fővonal, mely Moszkvát Voronyezszsel és a déli vidékekkel: az Azovi-tenger és a Fekete-tenger partvidékével, valamint Észak-Kaukázussal kötik össze. A központi vasúti csomópont Tula, ahonnan rendszeresen indulnak vonatok többek között Moszkva, Orjol, Szmolenszk, Kaluga felé. Az egyetlen hajózható folyó az Oka, az is csak Alekszin városától.

## Külső hivatkozások
- A Tulai terület hivatalos honlapja
- A Tulai területről a Független Szociálpolitikai Intézet honlapján (oroszul) Archiválva 2012. október 16-i dátummal a Wayback Machine-ben
- Egy földrajzi portál ismertetője a Tulai területről[halott link] (oroszul)
- Jefremov város (oroszul)
- Tula gazdasági fórum (oroszul)